# Daniel Burley Woolfall
Daniel Burley Woolfall (Anglia, Blackburn, 1852. június 15. – Blackburn, 1918. október 24.) angol nemzetközi sportvezető. Polgári foglalkozása adóhivatalnok.

## Életpálya
Az Angol labdarúgó-szövetség egyik adminisztratív vezetőjeként Blackburn Rovers FC képviseletében tevékenykedett. Sporttevékenységének eredményeként az angol és a kontinentális labdarúgás eredményesen közelített egymáshoz.

## Sportvezetőként
A második FIFA elnökként 1906–1918 között tevékenykedett. Egyik célkitűzése a szabályok egységesítése volt. Eredményes kapcsolatot épített ki a Nemzetközi Olimpiai Bizottsággal,Angliában az V., az 1908. évi nyári olimpiai játékok, majd Svédországban az V., az 1912. évi nyári olimpiai játékok labdarúgó tornájának egyik szervezője. Igyekezett kialakítani a profi klubcsapatok részvételével egy rendszeres játéklehetőséget biztosító bajnokságot, amit a kor szellemének megfelelően a sportvezetők elutasítottak. Diplomáciai munkájának eredményeként a FIFA taglétszáma az európai nemzeteken kívül Afrikából, Dél-Amerikából és Észak-Amerikából folyamatosan bővült.